# Hugo Rühle
Hugo Ernst Heinrich Rühle (12 septembre 1824 - 11 juillet 1888) est un médecin allemand né à Liegnitz. 

## Biographie
De 1842 à 1848, il étudie la médecine à Berlin, où il subit l’influence de Rudolf Virchow (1821-1902), Benno Reinhardt (de) (1819-1852) et Ludwig Traube (1818-1876). Après l’obtention de son diplôme, il travaille à l'hôpital Allerheiligen, à Breslau, et en 1852, il reste à Breslau en tant qu’assistant à la clinique médicale de Friedrich Theodor von Frerichs (1819-1885). En 1859, il devient directeur de la polyclinique et professeur à l’université de Breslau.
De 1860 à 1864, il est directeur du département de médecine clinique à l’université de Greifswald, puis occupe le même poste à l’université de Bonn. Deux de ses assistants les plus connus étaient le médecin Hugo von Ziemssen (de) (1829-1902) à Greifswald et le physiologiste Nathan Zuntz (de) (1847-1920) à Bonn.

## Sélection de publications
- Die Kehlkopf-Krankheiten (Maladies du larynx), 1861.
- Über den gegenwärtigen Stand der Tuberkulosenfrage (Sur l’état actuel de la tuberculose), 1871.
- Die Lungenschwindsucht und die acute Miliartuberkulose (Tuberculose pulmonaire et tuberculose miliaire aiguë), 1877.